# Foville

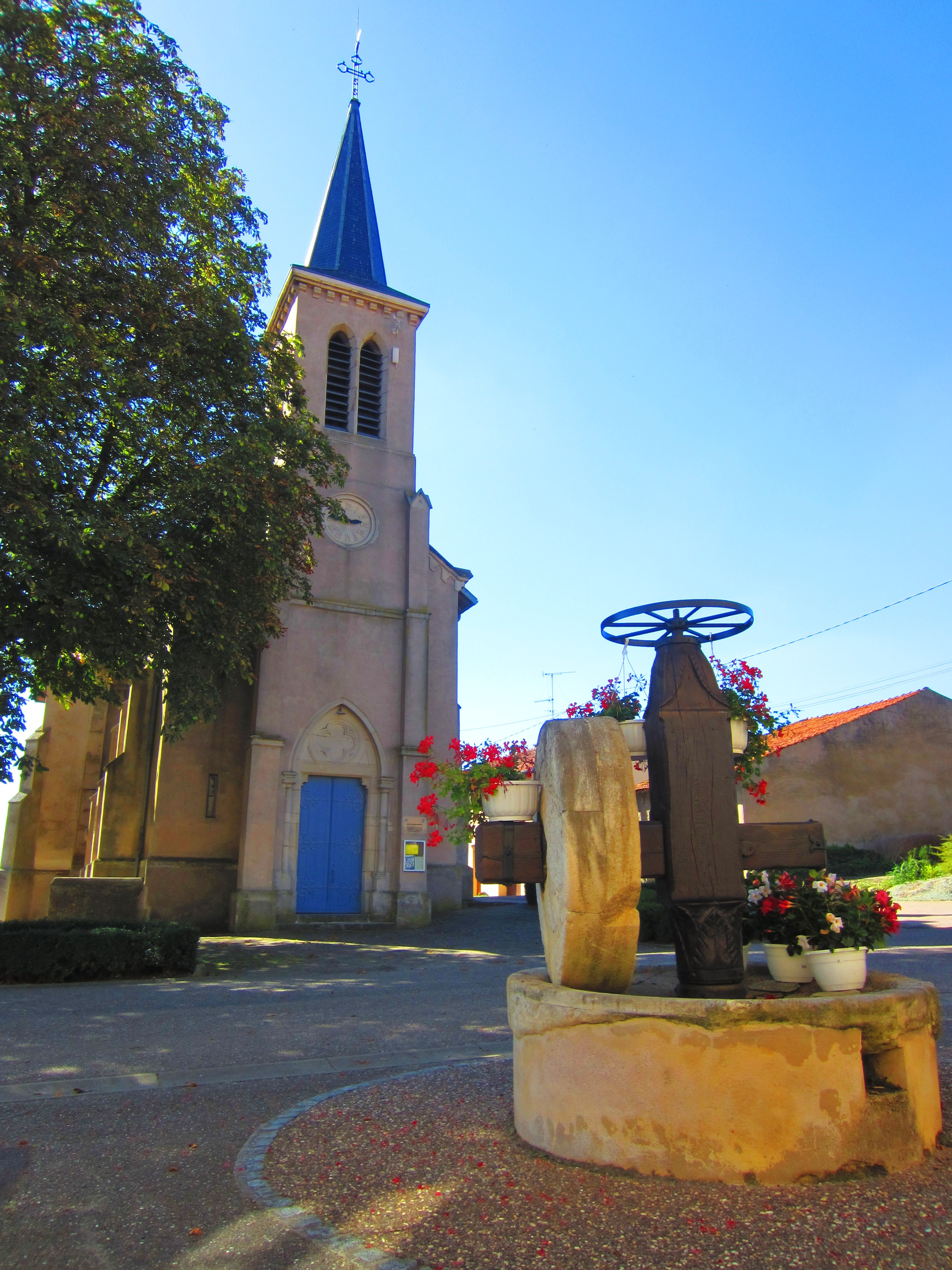
Kirche St. Jean-Baptiste

Foville ist eine französische Gemeinde mit 103 Einwohnern (Stand 1. Januar 2022) im Département Moselle in der Region Grand Est (bis 2015 Lothringen). Sie gehört zum Arrondissement Metz und zum Kanton Le Saulnois.

## Geographie
Die Gemeinde Foville liegt in Lothringen, etwa 27 Kilometer südöstlich von Metz und 20 Kilometer südöstlich von Verny, zwischen Metz und Château-Salins, auf einer Höhe zwischen 214 und 357 m über dem Meeresspiegel. Das Gemeindegebiet umfasst 3,41 km².

## Geschichte
Die Ortschaft gehörte früher zum Bistum Metz. 1552 wurde die Metzer Region mit dem Ort von Frankreich besetzt und annektiert, das sich den Besitz später im Westfälischen Frieden bestätigen ließ.
Durch den Frankfurter Frieden vom 10. Mai 1871 kam die Region an das deutsche Reichsland Elsaß-Lothringen, und das Dorf wurde dem Landkreis Metz im Bezirk Lothringen zugeordnet. Die Dorfbewohner betrieben Getreide-, Obst- und Weinbau sowie Stickerei.
Nach dem Ersten Weltkrieg musste die Region aufgrund der Bestimmungen des Versailler Vertrags 1919 an Frankreich abgetreten werden. Im Zweiten Weltkrieg war die Region von der deutschen Wehrmacht besetzt.
Das kleine Dorf trug 1915–1919 und 1940–1944 den eingedeutschten Namen Folkheim.

### Demographie
| Jahr      | 1962 | 1968 | 1975 | 1982 | 1990 | 1999 | 2007 | 2019 |
| Einwohner | 93   | 66   | 78   | 68   | 75   | 78   | 85   | 99   |

## Wappen
Im Mittelalter gehörte Foville dem Kapitel der Kathedrale von Metz, was auf der heraldisch rechten Seite des Wappens zum Ausdruck kommt. Die drei goldenen Lilien auf blauem Grund symbolisieren die Zugehörigkeit zum Frankreich Ludwigs XIV.